# Manuela Arcuri

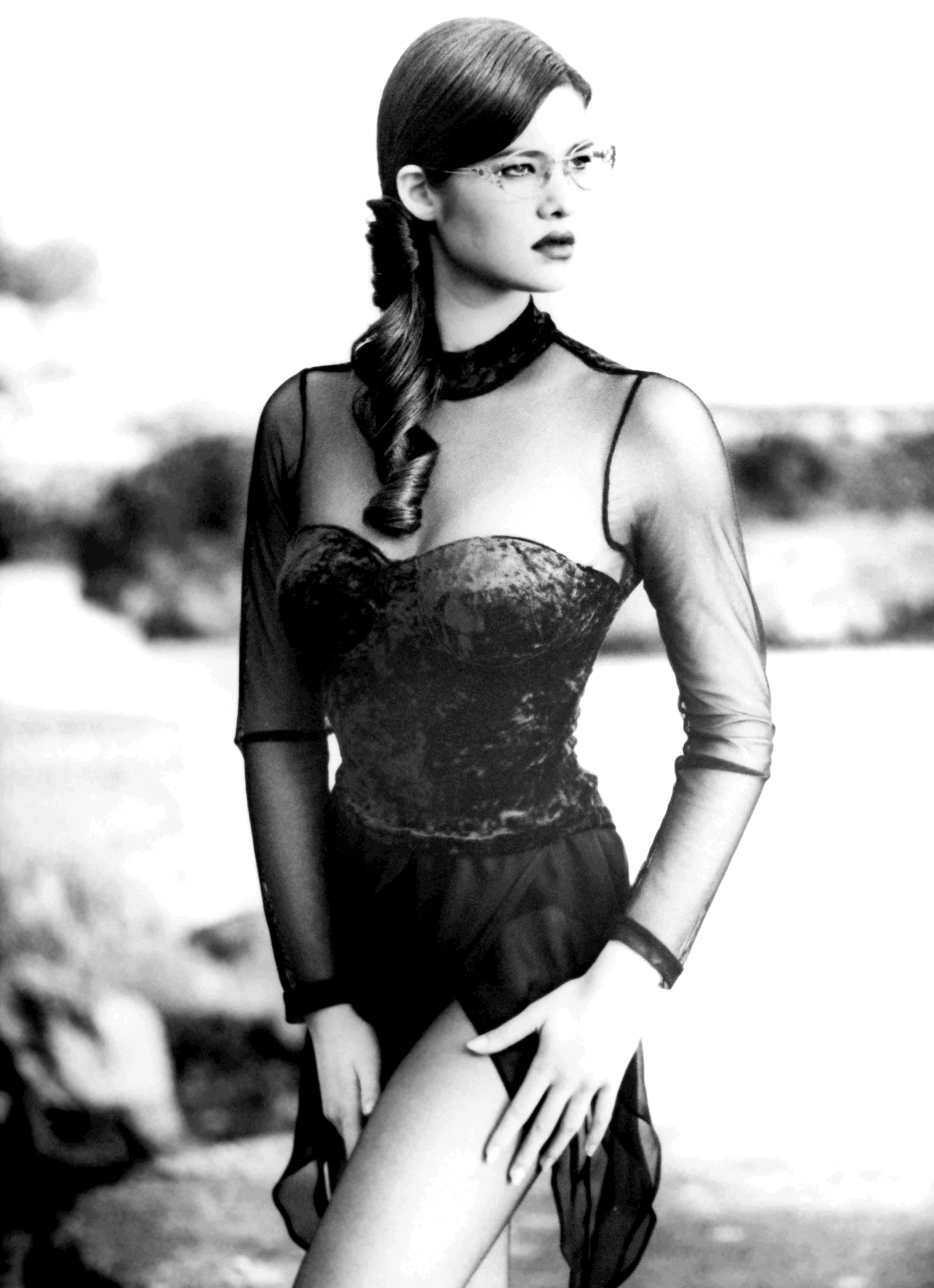
Manuela Arcuri a los 18 años, 1995.

Manuela Arcuri (8 de enero de 1977, Anagni, provincia de Frosinone, región de Lacio, Italia) es una modelo y actriz italiana.

## Biografía
Nacida en Anagni, en la provincia de Frosinone, en la región de Lacio, Italia, desde una edad temprana, empezó Accademia d'Arte Drammatica en Latina desde una edad temprana, después de la secundaria se matriculó en la Academia de Arte Dramático (Academia para el Arte Dramático) en Roma, pero ella se retiró y se matriculó en un grado la sociología de 3 años en la universidad.
Manuela Arcuri, al igual que muchos otros jóvenes aspirantes a estrellas de la década de 1990 y 2000, fue a menudo objeto de rumores sobre sus relaciones románticas que la puso en las portadas de los tabloides.
Ella tiene un cinturón negro en karate.
Desde muy temprana edad se sintió atraída por el mundo del espectáculo, convirtiéndose luego en modelo. En 1995 incursionó en telenovelas y en su primera película, dirigida por Pappi Corsicato en I buchi neri. Ella tenía un papel secundario en Los graduados dirigida por Leonardo Pieraccioni, que la trajo a la atención del público al cine. Continuó actuando en otras películas y obras de teatro, como una historia bonita de una mujer Liolà e al lado de Gianfranco Jannuzzo y bajo la dirección de Gigi Proietti.
En 2001 participó en la película de Vicente Aranda, Juana la Loca, interpretando a Aixa.
En 2000, a Arcuri se la consideró una sex-symbol y por ello apareció en un calendario para la revista GenteViaggi. Al año siguiente posó para otro calendario, esta vez para la revista Panorama, obteniendo un tremendo éxito que consolidó su reputación y le ayudó a conseguir un papel en la serie televisiva Carabinieri. En 2001 ella recibió el programa de televisión Mai grave Meta con la Banda de Gialappa. En ese mismo año fue portada de la revista Interviú. También grabó para el video de la canción «lloviendo estrellas» de Cristian Castro. Fue coronada como estrella de televisión por el coanfitrión del Festival de Sanremo (2002) junto a Pippo Baudo y su colega, la actriz Vittoria Belvedere.
En 2003 fue co-organizadora con Teo Teocoli y Anna Maria Barbera de la serie de sesiones de la serie de televisión Scherzi una comedia a instancia de parte.
En 2007, colaboró en una de las canciones (Por un beso de tu hermana) del grupo español Herradura.

## Publicidad
- Lormar
- Anima Gemella

## Filmografía
- Juana la Loca (2001)
- Cosa de Brujas (2002)
- Il peccato e la vergogna (2014)

## Vida privada
Manuela ha mantenido relaciones sentimentales con varias celebridades: entre ellos el futbolista Francesco Coco, el campeón olímpico de esgrima Aldo Montano. En 2009 empezó a salir con el multimillonario y filántropo Austin Ryan Fuentes, no obstante, se rompió su relación hace algún tiempo. Desde 2010 que tiene por novio Giovanni di Gianfrancesco.